# Lac Sireți-Ghidighici
Le Lac Sireți-Ghidighici (pron. Sireți-Ghidighici) est un lac artificiel de Moldavie situé au centre de la république, en Bessarabie.

## Géographie
De 8,03 km2 de superficie, il a pour alimentation le Sireți et le Bîc, et pour émissaire le Bîc, un affluent du Dniestr.
Localisation: 47° 06′ 06″ N, 28° 42′ 29″ E

## Galerie

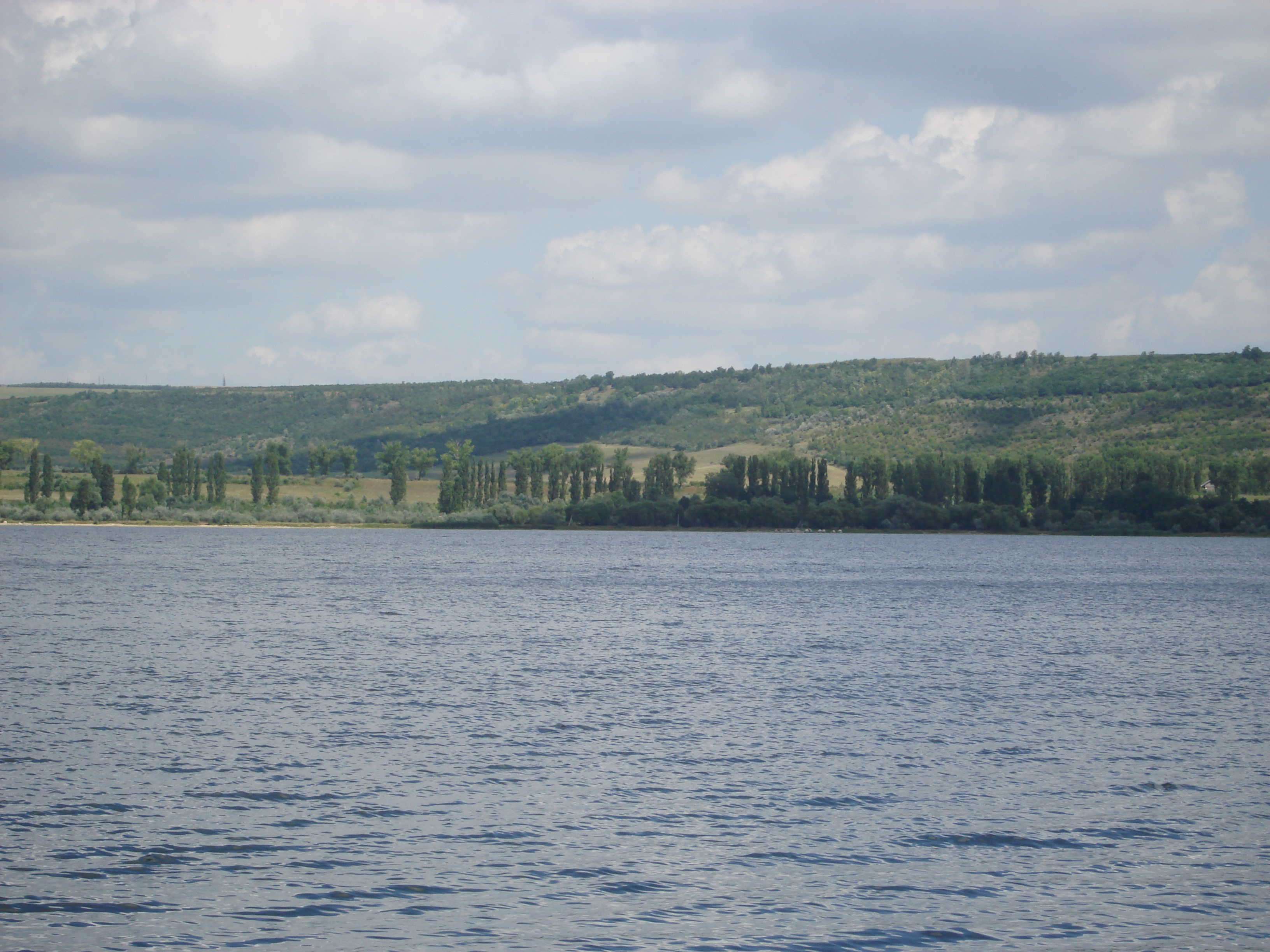
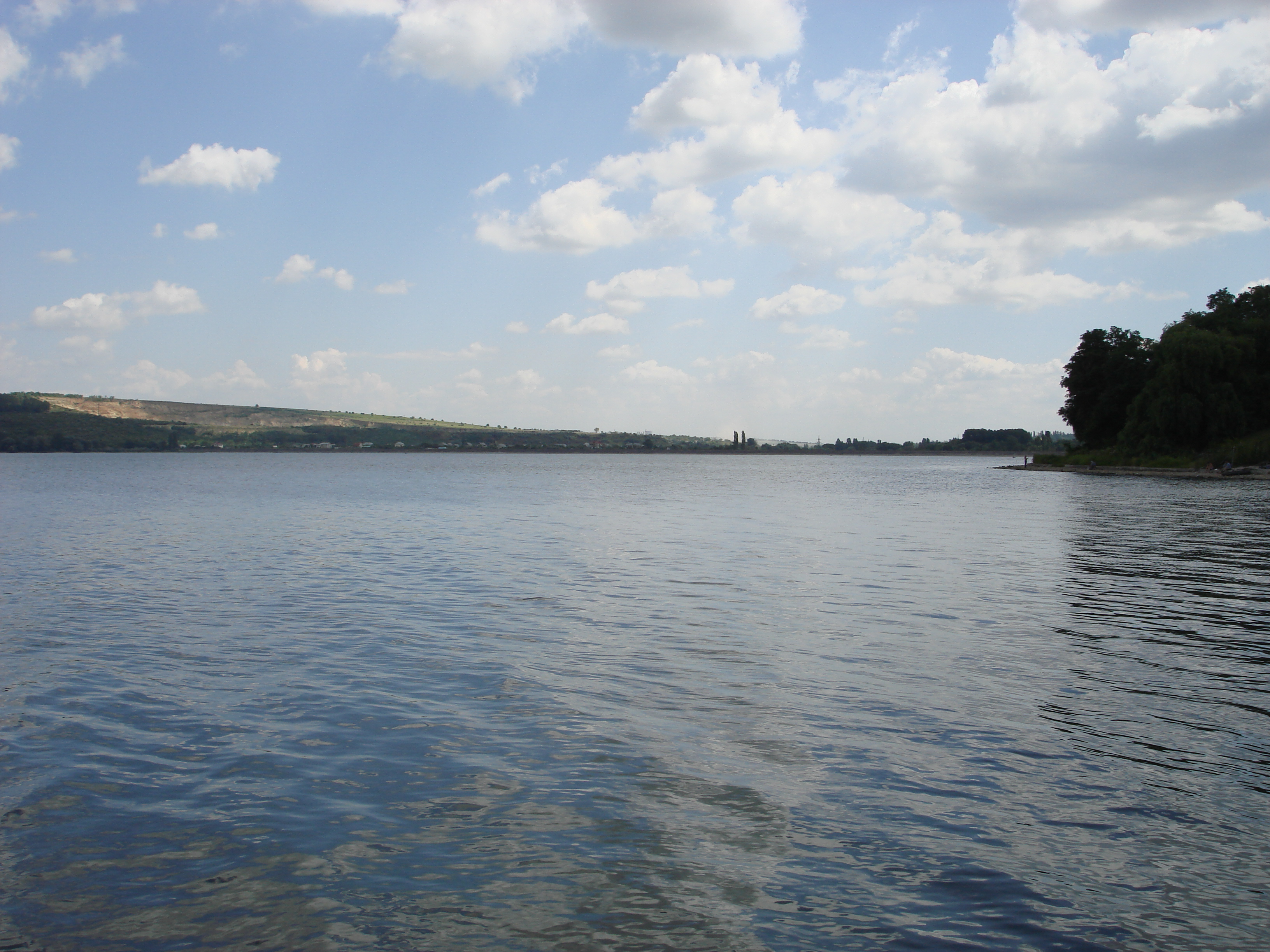
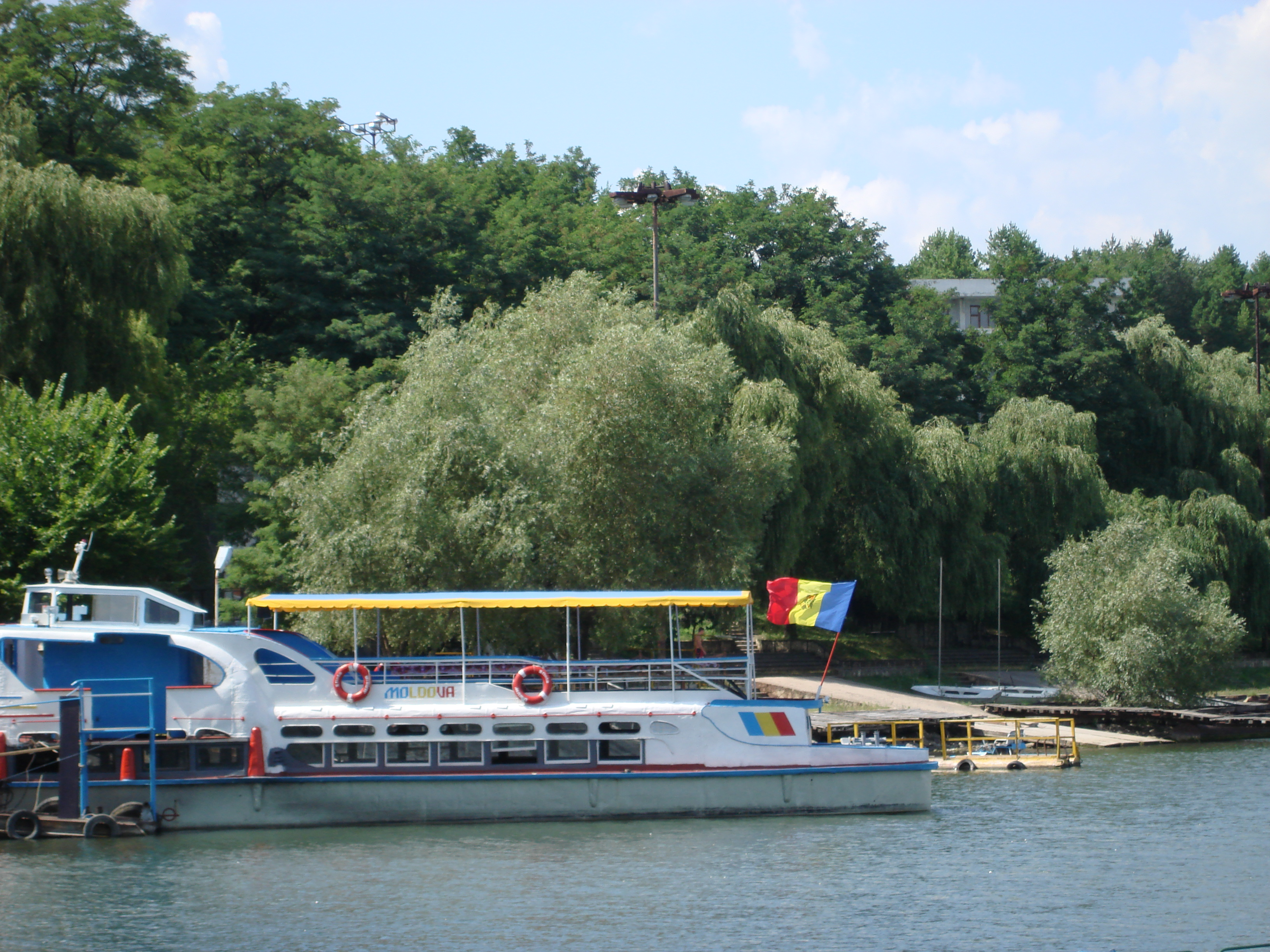
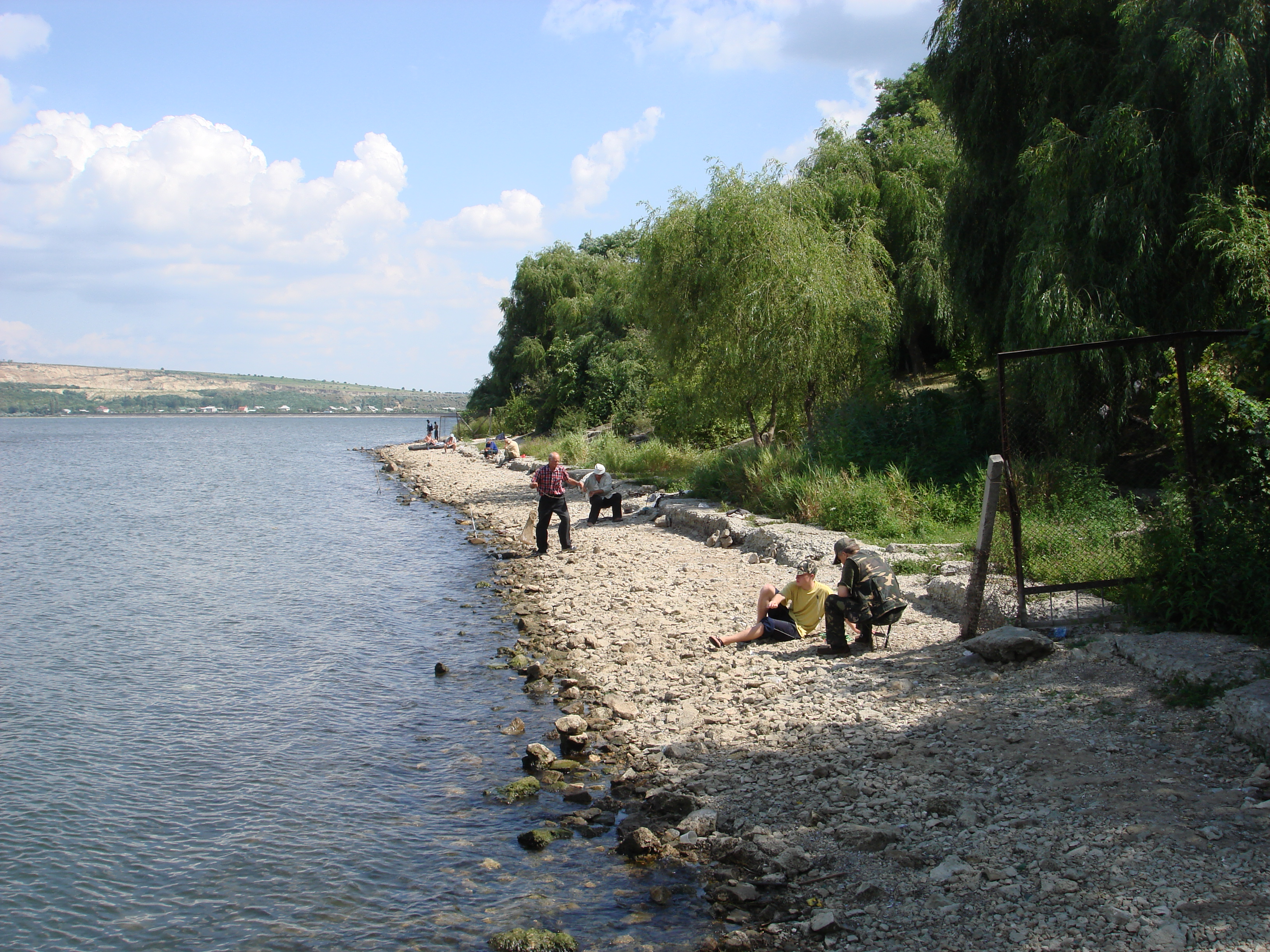
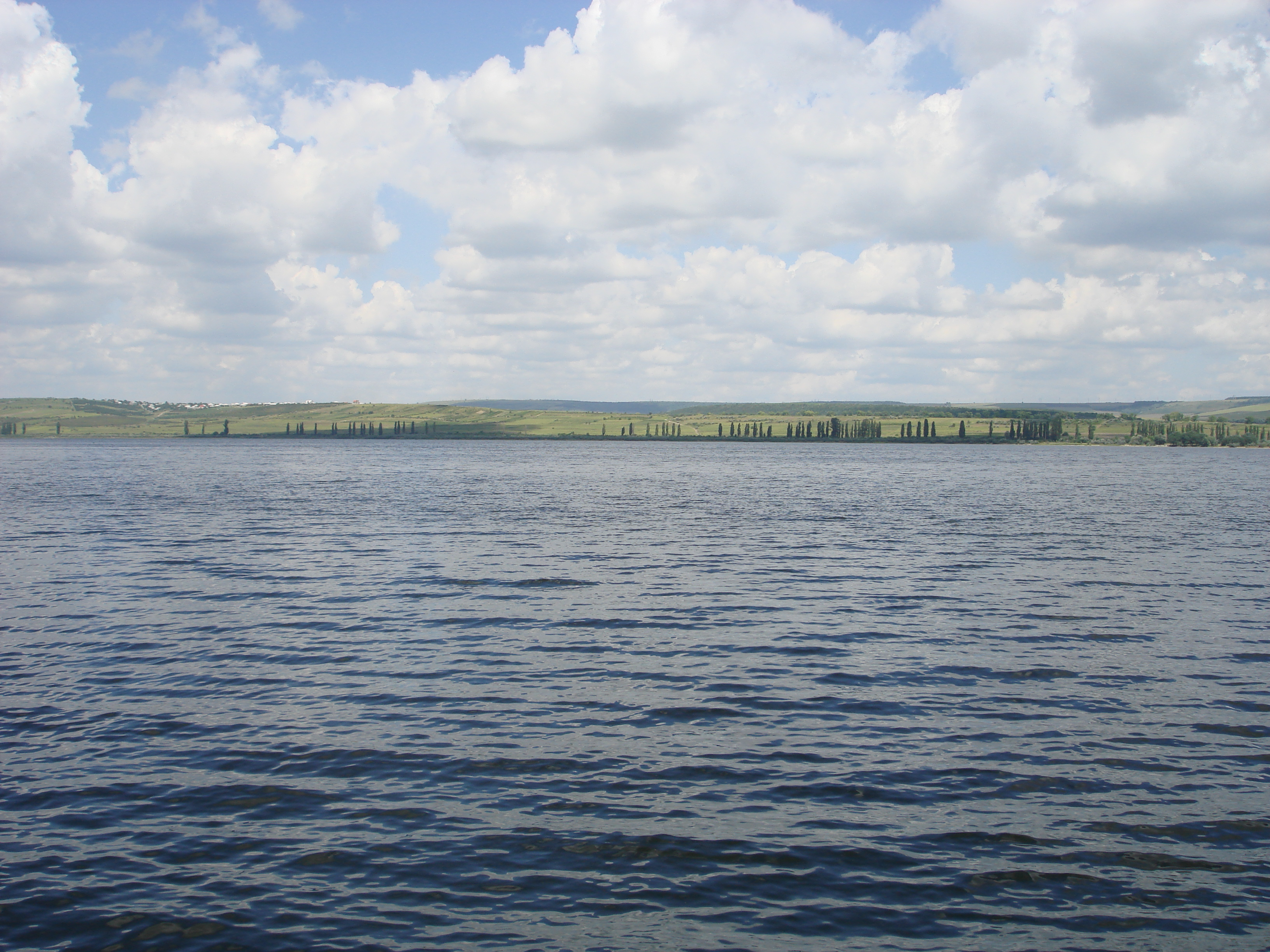
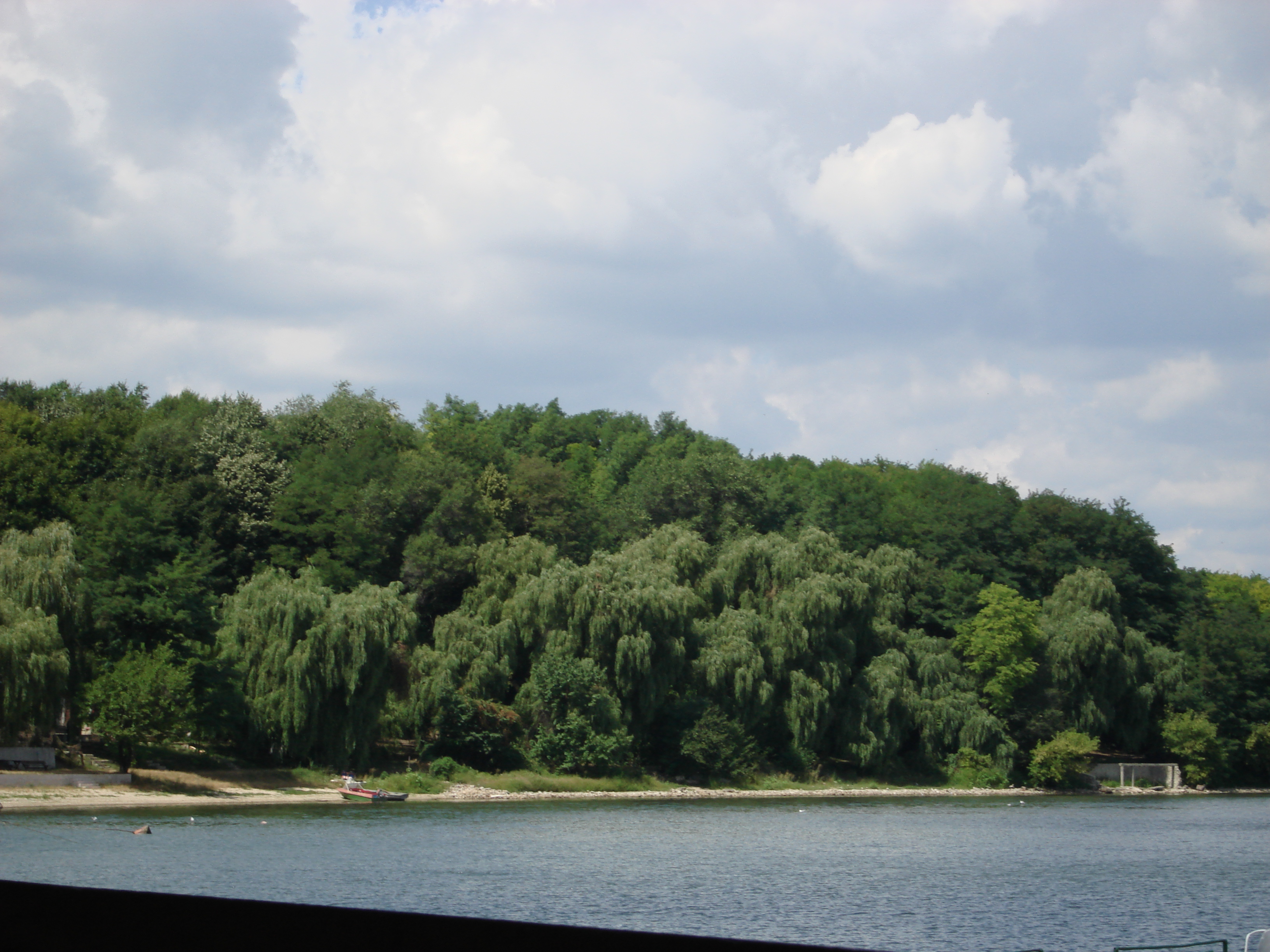